# Massinissa

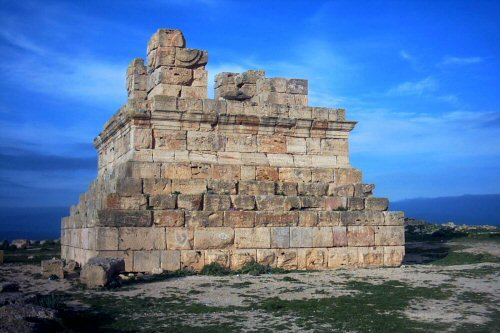
Graf van Massinissa

Massinissa (238 v.Chr. - 148 v.Chr.) was aanvankelijk een stamhoofd van de Massylii en werd de eerste koning van Numidië. De cavalerie van de Numidiërs speelde een belangrijke rol in de Punische oorlogen. Zo vocht de Numidische cavalerie tijdens de Tweede Punische Oorlog aan de kant van Carthago, onder andere in de slag bij Cannae in 216 v.Chr. Vanaf 206 v.Chr. begon hij met de Romeinen samen te werken, en vocht hij onder leiding van de Romeinen in de slag bij Zama (dicht bij het huidige Maktar, Tunesië). Dankzij deze Romeinse overwinning kon Massinissa Oost-Numidië bevrijden van de Carthaagse overheersing en zijn land verenigen. Hij zou tot 148 v.Chr. aan de macht blijven.
Massinissa had in zijn jeugd gediend in het Fenicische leger en was danig onder de indruk van de beschaving van de Feniciërs, die hij poogde te imiteren. Hij zette een geordend bestuur op poten, bouwde een vloot en vast leger op dat bestond uit 50.000 man. Hij stichtte nederzettingen naar Fenicisch model en zorgde dat de Numidiërs akkerbouw gingen bedrijven en hun (semi-)nomadische leefstijl opgaven. Om te verhinderen dat ze hun nomadisch verleden weer zouden oppikken, vestigde Massinissa de Numidiërs niet op boerderijen, maar in versterkte forten. Op deze manier werden ze ook gelijk verstedelijkt.
Massinissa wilde echter meer: hij wilde een groot onafhankelijk rijk, een koninkrijk dat sterk genoeg was om buitenlandse indringers te weerstaan. Hij besefte dat dat alleen mogelijk zou zijn wanneer hij Carthago, de stad van zijn leermeesters, zou veroveren. In 204 v.Chr. scheen de tijd hiervoor rijp. Hannibal Barkas die de ene na de andere overwinning had behaald op de Romeinen, scheen aan de verliezende hand te zijn. Massinissa verbrak zijn verbond met de Carthagers en sloot een alliantie met Rome. De Massyli en hun koning Syphax daarentegen bleven trouw aan Carthago.
Toen de Romeinse vloot landde in Noord-Afrika zette Massinissa zijn Numidische leger in tegen de Carthagers. Hannibal Barkas en andere generaals werden teruggeroepen naar Carthago om de stad te redden. In 202 v.Chr. vond de Slag bij Zama plaats. Romeinse legioenen vochten tegen de Imazirische krijgers te paard: de Romeinen vielen in slagorde aan en de Numidiërs omsingelden de Carthagers op de flanken. Na de overwinning werden Oost- en West-Numidië herenigd tot het Numidische Rijk. Massinissa werd beloond voor zijn hulp bij Zama en ondersteund door de Romeinen. Meer problemen voor de stad Carthago met haar buurlanden was in het belang van Rome.
Vijftig jaar later had Carthago zich weer weten te herstellen. Carthago was weer uitgegroeid tot een handelsstad, zij het dat ze onder Romeins toezicht stond en aan Rome belastingplichtig was. De herrijzenis van Carthago was voor de Romeinen een reden opnieuw de oorlog te verklaren (Derde Punische Oorlog). De werkelijke reden voor deze oorlog was dat Massinissa meer Carthaags grondgebied had veroverd dan waar hij volgens het vredesverdrag recht op had en waarschijnlijk ook plannen had om Carthago in te nemen. Rome besefte het gevaar van deze geduchte tegenstander in Noord-Afrika. De verovering en vernietiging van Carthago door de Romeinen (146 v.Chr.) betekende het definitieve einde van de Fenicische heerschappij.
Kort hiervoor, in 148 v.Chr. stierf Massinissa op 90-jarige leeftijd. Hij werd begraven in Thugga (huidige Dougga in Tunesië), waar in een mausoleum een inscriptie in het Numidisch en Fenicisch geschreven werd. Na de dood van Massinissa werd Numidië verdeeld in verschillende koninkrijken. Deze werden door zijn zonen geregeerd.
- Bibliothèque nationale de France: cb135115995 (data)
- Catàleg d'autoritats de noms i títols de Catalunya: 981058620218806706
- Gemeinsame Normdatei: 118782452
- International Standard Name Identifier: 0000 0003 7443 4381
- Library of Congress Control Number: no97054670
- Nationale Bibliotheek van Tsjechië: hka2010566216
- Nederlandse Thesaurus van Auteursnamen: 24440349X
- Réseau des bibliothèques de Suisse occidentale: 02-A010211301
- Système universitaire de documentation: 086136259
- Virtual International Authority File: 31603815
- WorldCat: E39PBJf8v3hdR3J47Kcdrdq84q